# Tom Watson (lutador)
Tom Watson (Southampton, 13 de julho de 1982) é um lutador britânico de artes marciais mistas, atualmente compete no Peso Médio do Ultimate Fighting Championship. Watson possui vitórias notáveis sobre Murilo Rua, John Maguire, Matt Horwich e Stanislav Nedkov.

## Carreira no MMA

### Cage Rage e começo da carreira
Watson tinha o cartel amador de 1-0-1 antes de se tornar profissional em 2006. Ele venceu suas duas primeiras lutas profissionais e teve a chance de lutar na maior promoção da MMA do Reino Unido, o Cage Rage. Sua primeira luta foi contra Daijiro Matsui em Fevereiro de 2007 no Cage Rage 20: Born 2 Fight, e perdeu por finalização no primeiro round. Ele retornou ao cage um mês depois e impressionou ao derrotar um dos prospectos do Reino Unido Dorlan O'Malley por nocaute.
Após isso, ele teve outra chance contra um grande oponente. Ele enfrentou o veterano do UFC Xavier Foupa-Pokam no CageRage 21: Judgement Day em Abril de 2007, mas foi finalizado novamente. Ele ainda lutou mais duas vezes no mesmo ano, e conseguiu uma vitória e uma derrota. Em 2008, ele começou a progredir novamente após derrotar Pierre Guillet e John Phillips, porém o Cage Rage faliu e ele foi para o Ultimate Challenge MMA.

### Ultimate Challenge MMA
Watson fez sua primeira luta no Ultimate Challenge MMA contra Daniel Cubitt no Ultimate Challenge UK: Bad Breed em Dezembro de 2008. Ele venceu a luta por nocaute e ganhou o Cinturão Inaugural do Ultimate Challenge. Ele voltou a lutar no Ultimate Challenge UK: Dynamite em Outubro de 2009 para enfrentar Denniston Sutherland, e derrotá-lo por decisão dividida.

### Maximum Fighting Championship
Em 10 de Janeiro de 2010, Watson assinou um contrato de três lutas com o Maximum Fighting Championship, uma promoção canadense. Sua primeira luta foi em 26 de Fevereiro de 2010, quando enfrentou Travis Galbraith no MFC 24: Heat XC. No segundo minuto do primeiro round, Watson nocauteou seu oponente com um chute na cabeça. Ele ganhou o Nocaute da Noite e o colocou no topo da lista para o prêmio de Nocaute do Ano.
Sua segunda luta na promoção aconteceu no card principal do MFC 26 contra o wrestler Jesse Taylor. Watson perdeu por decisão unânime e perdeu um ponto por segurar repetidamente nas cordas.

### BAMMA
Em 27 de Junho de 2009, Watson lutou no primeiro evento de MMA da organização britânica, o BAMMA 1: The Fighting Premiership, após uma luta batalha, Watson derrotou John Maguire por nocaute técnico no 2:47 no terceiro round. Foi confirmado que Maguire quebrou seu braço durante uma queda na luta.
Ele era esperado para enfrentar o vencedor do Celebrity Big Brother 7 Alex Reid pelo Cinturão Vago Peso Médio do BAMMA no BAMMA 3 em Maio de 2010. Porém, Reid lesionou seu joelho enquanto gravava seu documentário Alex Reid: The Fight of His Life e foi forçado a se retirar da luta. Isso deixou  Watson com raiva, que disse que Reid o desrespeitou. Watson disse que ele era um "palhaço" e disse que Reid se retirou da luta para evitar uma derrota constrangedora. Reid foi substituído pelo veterano do UFC e IFL Matt Horwich. Após milagrosamente se liberar de um mata-leão no primeiro round, Watson passou a dominar a luta com sua trocação superior e venceu por decisão unânime para se tornar o primeiro Campeão Peso Médio do BAMMA.
Inicialmente, Watson afirmou que ele não queria perder tempo treinando para lutar contra um oponente de tão baixo nível como Reid, mas a luta entre Watson e Reid foi remarcada para o BAMMA 4 em 25 de Setembro de 2010. Watson venceu por decisão unânime.
Em 21 de Maio de 2011, ele enfrentou Murilo Rua, derrotando o veterano do PRIDE FC por nocaute no terceiro round, defendendo seu Cinturão Peso Médio do BAMMA.
Watson era esperado para enfrentar o ex-desafiante ao Cinturão Meio Médio do UFC, Frank Trigg, pelo Cinturão Peso Médio do BAMMA. porém, Tom sofreu uma lesão nas costas e foi substituído por Jim Wallhead.
Watson defendeu seu título no BAMMA 9 contra o Campeão Britânico Peso Médio do BAMMA Jack Marshman, vencendo por nocaute técnico no segundo round.

### Ultimate Fighting Championship
Em Julho de 2012, foi revelado que Watson assinou um contrato com o UFC.
Em sua estréia, Watson enfrentou Brad Tavares em 29 de Setembro de 2012 no UFC on Fuel TV: Struve vs. Miocic. Ele perdeu por decisão dividida.
Watson em seguida enfrentou Stanislav Nedkov em 16 de Fevereiro de 2013 no UFC on Fuel TV: Barão vs. McDonald. A luta foi muito equilibrada, mas Watson conseguiu um nocaute técnico no segundo round. Ambos lutadores ganharam o prêmio de Luta da Noite por suas performances, e Watson foi premiado com o prêmio de Nocaute da Noite.
Watson enfrentou Thales Leites em 3 de Agosto de 2013 no UFC 163 e perdeu por decisão unânime.
Watson era esperado para enfrentar Alessio Sakara em 26 de Outubro de 2013 no UFC Fight Night: Bisping vs. Muñoz, porém, uma lesão tirou Watson do evento, sendo substituído por Magnus Cedenblad.
Watson enfrentou Nick Catone em 1 de Fevereiro de 2014 no UFC 169. Ele perdeu a luta por decisão dividida. Watson enfrentou Sam Alvey em 16 de Agosto de 2014 no UFC Fight Night: Bader vs. St. Preux e venceu por decisão unânime.
Watson enfrentou o brasileiro Rafael Natal em 31 de Janeiro de 2015 no UFC 183, e foi derrotado por decisão unânime, sendo dominado completamente por toda a luta.
Watson enfrentou Chris Camozzi em 8 de Agosto de 2015 no UFC Fight Night: Teixeira vs. St. Preux. Ele foi derrotado por decisão unânime.

## Cartel no MMA
| Cartel no MMA   |             |            |
| 26 lutas        | 17 vitórias | 9 derrotas |
| Por nocaute     | 8           | 0          |
| Por finalização | 1           | 2          |
| Por decisão     | 8           | 7          |

| Res.    | Cartel | Oponente             | Método                             | Evento                                  | Data       | Round | Tempo | Local                | Notas                                            |
| ------- | ------ | -------------------- | ---------------------------------- | --------------------------------------- | ---------- | ----- | ----- | -------------------- | ------------------------------------------------ |
| Derrota | 17-9   | Chris Camozzi        | Decisão (unânime)                  | UFC Fight Night: Teixeira vs. St. Preux | 08/08/2015 | 3     | 5:00  | Nashville, Tennessee |                                                  |
| Derrota | 17-8   | Rafael Natal         | Decisão (unânime)                  | UFC 183: Silva vs. Diaz                 | 31/01/2015 | 3     | 5:00  | Las Vegas, Nevada    |                                                  |
| Vitória | 17-7   | Sam Alvey            | Decisão (unânime)                  | UFC Fight Night: Bader vs. St. Preux    | 16/08/2014 | 3     | 5:00  | Bangor, Maine        |                                                  |
| Derrota | 16-7   | Nick Catone          | Decisão (dividida)                 | UFC 169: Barão vs. Faber II             | 01/02/2014 | 3     | 5:00  | Newark, New Jersey   |                                                  |
| Derrota | 16-6   | Thales Leites        | Decisão (unânime)                  | UFC 163: Aldo vs. Jung                  | 03/08/2013 | 3     | 5:00  | Rio de Janeiro       |                                                  |
| Vitória | 16-5   | Stanislav Nedkov     | TKO (joelhadas & socos)            | UFC on Fuel TV: Barão vs. McDonald      | 16/02/2013 | 2     | 4:42  | Londres              | Nocaute da Noite; Luta da Noite                  |
| Derrota | 15-5   | Brad Tavares         | Decisão (dividida)                 | UFC on Fuel TV: Struve vs. Miocic       | 29/09/2012 | 3     | 5:00  | Nottingham           |                                                  |
| Vitória | 15-4   | Jack Marshman        | TKO (socos & cotoveladas)          | BAMMA 9                                 | 24/03/2012 | 2     | 4:50  | Birmingham           | Defendeu o Título Peso Médio Mundial do BAMMA    |
| Vitória | 14-4   | Murilo Rua           | Nocaute (chute na cabeça e socos)  | BAMMA 6                                 | 21/05/2011 | 3     | 2:06  | Londres              | Defendeu o Título Peso Médio Mundial do BAMMA    |
| Vitória | 13-4   | Alex Reid            | Decisão (unânime)                  | BAMMA 4                                 | 25/09/2010 | 5     | 5:00  | Birmingham           | Defendeu o Título Peso Médio Mundial do BAMMA    |
| Derrota | 12-4   | Jesse Taylor         | Decisão (unânime)                  | MFC 26                                  | 10/09/2010 | 3     | 5:00  | Brandon, Manitoba    |                                                  |
| Vitória | 12-3   | Matt Horwich         | Decisão (unânime)                  | BAMMA 3                                 | 15/05/2010 | 5     | 5:00  | Birmingham           | Ganhou o Título Peso Médio Mundial do BAMMA      |
| Vitória | 11-3   | Travis Galbraith     | Nocaute (chute na cabeça)          | MFC 24                                  | 26/02/2010 | 1     | 1:56  | Edmonton, Alberta    | Nocaute da Noite & Nocaute do Ano de 2010 do MFC |
| Vitória | 10-3   | Denniston Sutherland | Decisão (dividida)                 | UCMMA 8 - Dynamite                      | 24/10/2009 | 3     | 5:00  | London               | Defendeu o Título Peso Médio do UCMMA            |
| Vitória | 9-3    | John Maguire         | TKO (socos)                        | BAMMA 1                                 | 27/06/2009 | 2     | 3:47  | Londres              |                                                  |
| Vitória | 8-3    | Daniel Cubitt        | TKO (socos)                        | Ultimate Challenge MMA - Bad Breed      | 06/12/2008 | 1     | 1:57  | Londres              | Ganhou o Título Mundial Peso Médio do UCMMA      |
| Vitória | 7-3    | Lloyd Clarkson       | Decisão (unânime)                  | Atlas Fighting Challenge                | 09/08/2008 | 3     | 5:00  | Coventry             |                                                  |
| Vitória | 6-3    | John Phillips        | Decisão (unânime)                  | Cage Rage 27                            | 12/07/2008 | 3     | 5:00  | Londres              |                                                  |
| Vitória | 5-3    | Pierre Guillet       | Nocaute (pedalada)                 | Cage Rage 25                            | 08/03/2008 | 1     | 1:05  | Londres              |                                                  |
| Derrota | 4-3    | Mark Epstein         | Decisão (dividida)                 | Cage Rage 24                            | 01/12/2007 | 3     | 5:00  | Londres              |                                                  |
| Vitória | 4-2    | Ed Smith             | Decisão (unânime)                  | Cage Rage 22                            | 14/07/2007 | 1     | 3:04  | Londres              |                                                  |
| Derrota | 3-2    | Xavier Foupa-Pokam   | Finalização (triângulo com kimura) | Cage Rage 21                            | 21/04/2007 | 2     | 2:27  | Londres              |                                                  |
| Vitória | 3-1    | Dorlan O'Malley      | Nocaute (slam e socos)             | Cage Rage Contenders 4                  | 03/03/2007 | 1     | 2:21  | Londres              |                                                  |
| Derrota | 2-1    | Daijiro Matsui       | Finalização (chave de braço)       | Cage Rage 20                            | 10/02/2007 | 1     | 0:59  | Londres              |                                                  |
| Vitória | 2-0    | Tulio Palhares       | Decisão                            | ZT Fight Night 2                        | 25/06/2006 | 3     | 5:00  | Londres              |                                                  |
| Vitória | 1-0    | Michael Watson       | Finalização (guilhotina)           | ZT Fight Night 1                        | 19/02/2006 | 1     | 1:11  | Londres              |                                                  |